# 小花粗叶木
小花粗叶木（学名：Lasianthus micranthus）为茜草科粗叶木属下的一个种。

## 扩展阅读
- 維基物種上的相關：小花粗叶木